# Albert Girard
Albert Girard (n. 1595 la Saint-Mihiel, Franța - d. 8 decembrie 1632 la Leiden) a fost un matematician neerlandez de origine franceză.
Este primul savant care a enunțat teorema de bază a algebrei, dar pe care nu a reușit să o demonstreze (lucru ce a fost inițiat mai târziu de Gauss).
A pus în evidență relațiile dintre rădăcini și coeficienți la o ecuație algebrică, care ulterior vor fi cunoscute ca formulele lui Viète.
A demonstrat că aria unui triunghi sferic depinde de mărimile unghiurilor, rezultat care ulterior va fi denumit teorema lui Girard.
Este primul care a utilizat abrevierile cunoscute azi (sin, cos, tg, ctg) pentru funcții trigonometrice.

## Scrieri
- 1626: Tratat de trigonometrie;
- 1629: Inventive nouvelle en Algèbre;
- 1629: Tables de sinus, tangentes et secantes.

În 1626 a tradus în franceză ultimele două cărți (din cele șase) ale lucrării „Arithmetica” a lui Diofant, după cele publicate de Wilhelm Xylander în 1575.
În 1634 a publicat operele matematice ale lui Simon Stevin.
1. 1 2 3  Autoritatea BnF, accesat în 31 martie 2023
2. 1 2  MacTutor History of Mathematics archive
3. ↑  Autoritatea BnF, accesat în 10 octombrie 2015
4. ↑  CONOR.SI[*] Verificați valoarea |titlelink= (ajutor)